# 贾克琳·纳拉科特
贾克琳·纳拉科特（英語：Jaclyn Narracott，1990年11月5日—），澳大利亚女子钢架雪车运动员。她曾代表澳大利亚参加2018年和2022年冬季奥林匹克运动会钢架雪车比赛，其中2022年冬季奥运会获得一枚银牌。